# Dereck Chisora
Dereck Chisora (ur. 29 grudnia 1983 w Harare, Zimbabwe) – brytyjski bokser wagi ciężkiej, do 23 lipca 2011 roku mistrz Wielkiej Brytanii w wadze ciężkiej, który to tytuł stracił na rzecz Tysona Fury'ego. Mieszka w londyńskim Finchley.

## Życiorys
15 maja 2010 r. Chisora pokonał przez techniczny nokaut w drugiej rundzie doświadczonego Danny'ego Williamsa, a następnie 18 września tego samego roku, niepokonanego Sama Sextona przez techniczny nokaut w dziewiątej rundzie.
23 lipca 2011 r. doszło do ciekawego starcia z innym niepokonanym dotychczas Brytyjczykiem, Tysonem Furym, o pas mistrza Wielkiej Brytanii. Najcięższy w swojej karierze Chisora przegrał jednogłośnie na punkty po dwunastu rundach. Powrócił na zawodowy ring 11 listopada, wygrywając z Remigijusem Ziasysusem.
3 grudnia "Del Boy" zmierzył się w Helsinkach z czołowym pięściarzem "królewskiej" kategorii Robertem Heleniusem, o wakujący pas mistrza Europy w wadze ciężkiej oraz o interkontynentalne pasy federacji WBO i WBA. Sędziowie po dwunastu rundach wskazali zwycięstwo Heleniusowi, jednak wielu ekspertów boksu, a także sam Chisora byli oburzeni wynikiem (dla porównania: Helenius zadał 140 celnych ciosów, przy czym Chisora trafił Fina aż 278 razy).
18 lutego Chisora przyjął wyzwanie walki o mistrzostwo świata federacji WBC z Witalijem Kłyczką. Ukrainiec wygrał przez decyzję po dwunastu rundach, jednak Brytyjczyk dzielnie stawiał opór. Według ekspertów to była jego najtrudniejsza walka od czasu porażki z Lennoxem Lewisem, która miała miejsce w 2002 r. 14 marca 2012, Brytyjska Rada Bokserska odebrała mu profesjonalną licencję bokserską, w związku z jego zachowaniem jakie miało miejsce po przegranej przez niego walce o mistrzostwo świata z Witalijem Kłyczką (na konferencji prasowej doszło do bójki między nim a Davidem Hayem, w rezultacie następnego dnia został zatrzymany przez niemiecką policję).
Po odzyskaniu licencji "Del Boy" zmierzył się z Davidem Hayem 14 lipca na stadionie piłkarskiej drużyny West Ham United. "Hayemaker" miał przewagę w ringu, jednak Chisora także miał swoje momenty. W piątej rundzie Haye dwukrotnie posłał na deski swojego przeciwnika, a sędzia zdecydował się przerwać walkę.
29 listopada 2014 w ExCeL London w Londynie, Chisora przegrał przez techniczny nokaut w dziesiątej rundzie z Tysonem Furym (23-0, 17 KO) 
Po pięciu zwycięstwach z rzędu z mniej znanymi rywalami, zmierzył się 7 maja 2016 z Bułgarem Kubratem Pulewem w walce o pas EBU w wadze ciężkiej. Chisora przegrał niejednogłośnie na punkty (112:116,110:118,115:113).
10 grudnia 2016 w Manchester Arenie w Manchesterze zmierzył się w eliminatorze do walki o pas wagi ciężkiej federacji WBC z Dillianem Whytem. Po wyrównanej walce ostatecznie Chisora przegrał niejednogłośnie na punkty (113:114,114:113,113:114).
28 lipca 2018 w londyńskiej O2 Arena znokautował w ósmej rudzie Kameruńczyka z francuskim paszportem Carlosa Takama (35-5-1, 27 KO).
22 grudnia 2018 w Londynie spotkał się w rewanżowym pojedynku z Dillianem Whytem (25-1, 18 KO). Walka miała bardzo wyrównany i zacięty przebieg, ale ostatecznie przegrał przez nokaut w jedenastej rundzie. Do tego momentu dwaj sędziowie punktowali walkę 95-94 na jego korzyść, zaś trzeci w tym samym stosunku widział przewagę jego rywala.
20 kwietnia 2019 roku w Londynie pokonał jednogłośnie na punkty (100-90, 99-91, 100-91) reprezentanta Albanii Senada Gashiego (17-3, 17 KO).
20 lipca 2019 roku w Londynie znokautował w drugiej rundzie Artura Szpilkę (22-4, 15 KO).
W 2018 roku zagrał epizodyczną rolę w polskim filmie Pitbull. Ostatni pies.